# オメール・ユルトセブン
オメール・ファルク・ユルトセブン（Ömer Faruk Yurtseven, 1998年6月19日 - ）は、トルコのプロバスケットボール選手。ウズベキスタンのタシュケント出身。ポジションはセンター。

## 来歴

### 生い立ち
ウズベキスタンで生まれる。両親は共にトルコ人。

### フェネルバフチェ
2013年にBSLのフェネルバフチェ・ユルケルと契約した。
2015年10月5日にバークレイズ・センターで行われたNBAのブルックリン・ネッツとのプレシーズンマッチに出場して8得点を記録した。当時17歳であり、NBAのプレシーズンマッチに出場した史上最年少の選手となった。
2016年により多くのプレータイムを求めてフェネルバフチェを退団し、NCAAでプレーするためにアメリカ合衆国へ渡った。

### カレッジ
2016年5月16日にノースカロライナ州立大学でプレーすることが発表された。過去にプロチームでプレーしていたためNCAAの規定によりシーズン最初の9試合の出場停止処分を受け、自身が選んだ慈善団体に1000ドルを寄付した。
1年目のシーズン終了後に2017年のNBAドラフトへアーリーエントリーしたが、ドラフトコンバインの結果を踏まえてエントリーを取り下げ、大学に残った。
2年目の2017-18シーズン終了後にジョージタウン大学へ転校した。3年目の2018-19シーズンはNCAAのレッドシャツ制度により公式戦出場はなかった。
4年目のシーズンに復帰し、シーズン終了後にへエントリーしたが、どこからも指名されなかった。

### オクラホマシティ・ブルー(2021)
ドラフト後の2020年12月8日にオクラホマシティ・サンダーとエグジビット10契約を結んだが、翌日に解雇された。その後、2021年1月21日にGリーグのオクラホマシティ・ブルーと契約した。　

### マイアミ・ヒート(2021-2023)
2021年5月14日にマイアミ・ヒートと契約した。8月のサマーリーグにヒートの一員として参加し、その後ヒートと正式契約を結んだ。
2021-22シーズンにNBAデビューを果たした。2022年1月3日のサクラメント・キングス戦から9日のフェニックス・サンズ戦にかけて、ルーキーでは史上初となる4試合連続での15リバウンド以上を記録した。

### ユタ・ジャズ(2023-2024)
2023年7月17日にユタ・ジャズと契約した。2024年7月1日、ジャズからウェイブされた。

### パナシナイコスBC(2024-)
2024年8月30日、ユーロリーグとGBLに所属するパナシナイコスBCへ1年契約(契約延長のオプション付き)で加入すると発表された。

## 個人成績

### NBA

#### レギュラーシーズン
| シーズン | チーム | GP  | GS | MPG  | FG%  | 3P%  | FT%  | RPG | APG | SPG | BPG | PPG |
| -------- | ------ | --- | -- | ---- | ---- | ---- | ---- | --- | --- | --- | --- | --- |
| 2021–22  | MIA    | 56  | 12 | 12.6 | .526 | .091 | .623 | 5.3 | .9  | .3  | .4  | 5.3 |
| 2022–23  | MIA    | 9   | 0  | 9.2  | .593 | .429 | .833 | 2.6 | .2  | .2  | .2  | 4.4 |
| 2023–24  | UTA    | 48  | 12 | 11.4 | .538 | .208 | .679 | 4.3 | .6  | .2  | .4  | 4.6 |
| 通算     | 通算   | 113 | 24 | 11.8 | .535 | .214 | .653 | 4.6 | .7  | .2  | .4  | 5.0 |

#### プレーオフ
| シーズン | チーム | GP | GS | MPG | FG%  | 3P%  | FT%  | RPG | APG | SPG | BPG | PPG |
| -------- | ------ | -- | -- | --- | ---- | ---- | ---- | --- | --- | --- | --- | --- |
| 2022     | MIA    | 9  | 0  | 4.2 | .667 | .000 | .333 | .8  | .3  | .0  | .1  | 2.8 |
| 2023     | MIA    | 8  | 0  | 2.0 | .286 | .000 | ---  | .6  | .1  | .0  | .1  | .5  |
| 通算     | 通算   | 17 | 0  | 3.1 | .560 | .000 | .333 | .7  | .2  | .0  | .1  | 1.7 |

### カレッジ
| シーズン | チーム         | GP | GS | MPG  | FG%  | 3P%  | FT%  | RPG | APG | SPG | BPG | PPG  |
| -------- | -------------- | -- | -- | ---- | ---- | ---- | ---- | --- | --- | --- | --- | ---- |
| 2016–17  | NCSU           | 22 | 14 | 18.9 | .457 | .333 | .719 | 4.4 | 1.2 | .2  | .7  | 5.9  |
| 2017–18  | NCSU           | 33 | 22 | 23.8 | .572 | .500 | .613 | 6.7 | .5  | .5  | 1.8 | 13.5 |
| 2019–20  | ジョージタウン | 26 | 25 | 27.3 | .534 | .214 | .753 | 9.8 | 1.2 | .5  | 1.5 | 15.5 |
| 通算     | 通算           | 81 | 61 | 23.6 | .539 | .426 | .693 | 7.1 | .9  | .4  | 1.4 | 12.1 |

## 代表チームでの経歴
2022年ユーロバスケットへの出場を控えるトルコ代表のトレーニングキャンプへの参加を拒否した為、代表チームのヘッドコーチであるエルギン・アタマンとの間に確執が生まれたが、翌年の自国開催である2024年パリオリンピックプレ予選には出場した。前述の通り2024年にはアタマンがヘッドコーチを務めているパナシナイコスへ加入した。

## 人物
チェスが好きで、マグヌス・カールセンのファンである。